# 花蓮臨港線
花蓮臨港線（かれんりんこうせん）は、台湾花蓮県新城郷の北埔駅から同県花蓮市の花蓮港駅に至る台湾鉄路管理局の鉄道路線（貨物線）。

## 歴史
- 1910年12月16日 - 田浦と花蓮（旧駅）間が開業[1]。
- 1939年9月20日 - 台東線が花蓮港から東花蓮港に延伸[1][2]。
- 1951年1月16日 - 花蓮港を花蓮（旧駅）に、東花蓮港を花蓮に改名[1]。
- 1975年7月26日 - 北迴線部分開業により花蓮港で台東線（旧線）と連絡。
- 1979年2月28日 - 花蓮新駅開業により花蓮港駅・花蓮旧駅の3駅がデルタ線を介して結ばれていた[1]。
- 1982年5月27日 - 改軌により台東線の田浦以北花蓮（旧駅）までが廃止されるが、改軌・経路変更後も旧駅付近に残されていた花蓮機廠（中国語版）への列車回送や[3]:頁45、762mmから1,067mmに改造された車両の入出庫などに使用されていた[4]:頁3。
- 1996年4月23日 - 花蓮機廠が旧駅南西側（博愛街10号）から新駅東側（国聯一路）付近に移転し、花蓮港以南も廃止された[4]:頁27
- 2011年夏 - 花蓮新駅から臨港線に至る連絡線廃止[5]、および嘉新信号場設置[6][7]。
- 2012年7月 - 電化[8]

## 運行形態

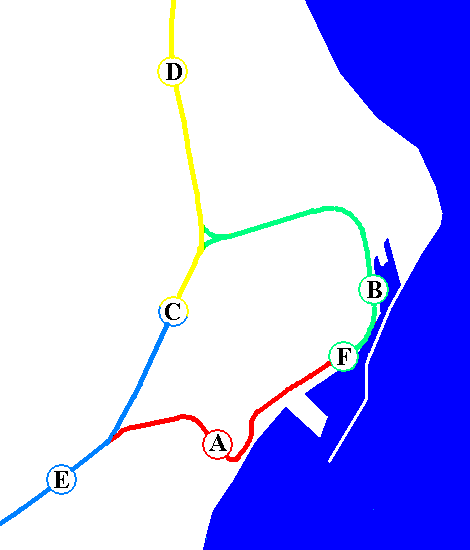
花蓮周辺の駅
A:（旧）花蓮、B:花蓮港、C:（現）花蓮、
D:北埔、E: 吉安、F:美崙

- R20型ディーゼル機関車（通常はR62）が毎日32往復（一部は花蓮港-和平間）運行。

## 駅一覧

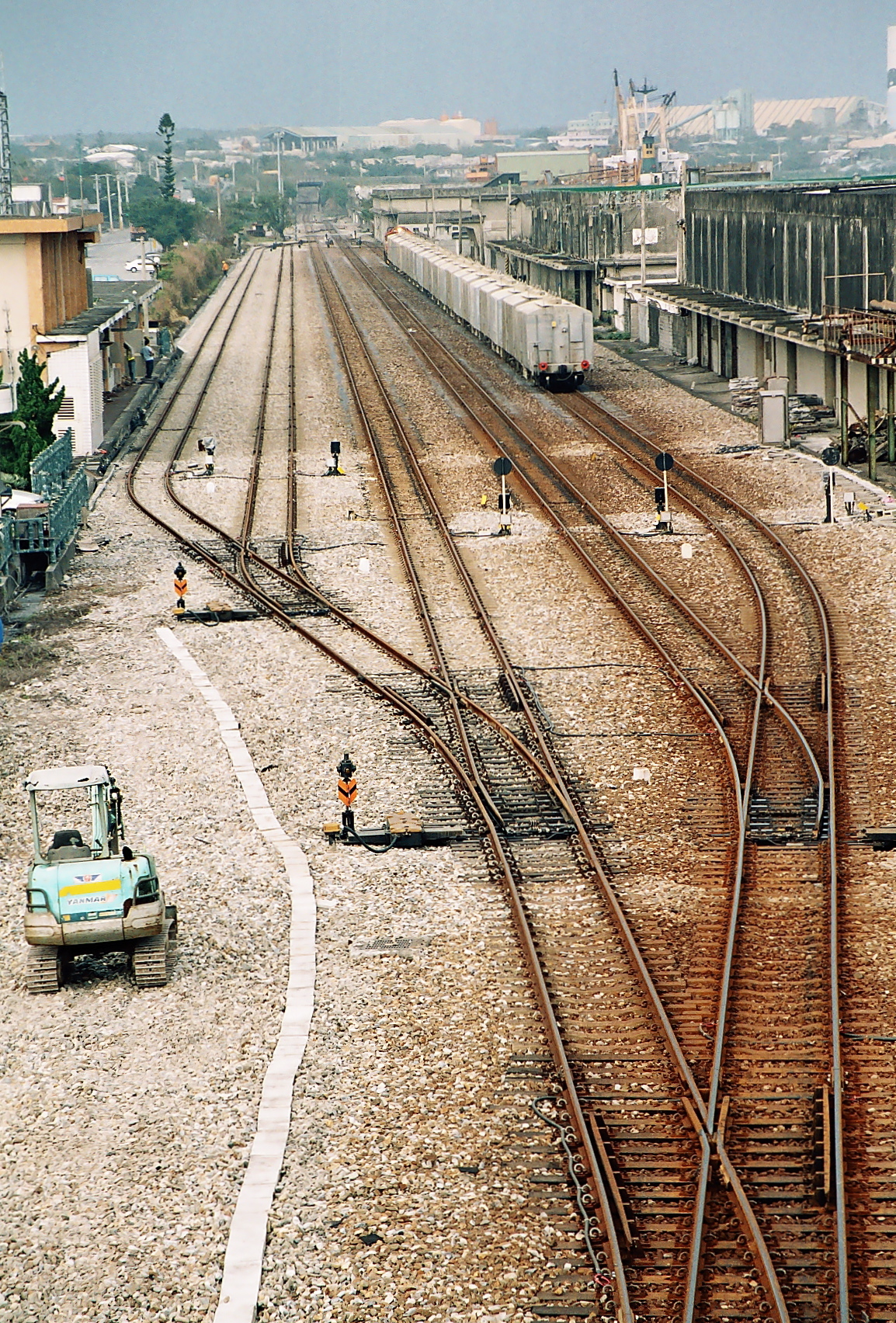
花蓮港駅

- 花蓮臨港線は花蓮駅、北埔駅の間で北廻線とデルタ線になっており、両駅からスイッチバックせずに乗り入れることが可能だったが、花蓮駅からの連絡線は2011年ごろに廃止された。累計キロは北埔駅起算になっている。花蓮駅-花蓮港駅間の距離は5.8km

| 駅名       | 駅名         | 駅名                  | 駅番号 | 駅間 キロ | 累計 キロ | 等級       | 接続路線・備考                                 | 所在地 | 所在地 |
| 日本語     | 繁体字中国語 | 英語                  | 駅番号 | 駅間 キロ | 累計 キロ | 等級       | 接続路線・備考                                 | 所在地 | 所在地 |
| ---------- | ------------ | --------------------- | ------ | --------- | --------- | ---------- | ---------------------------------------------- | ------ | ------ |
| 北埔駅     | 北埔車站     | Beipu Station         | 052    | 0.0       | 0.0       | 三等       | 北廻線接続                                     | 花蓮県 | 新城郷 |
| 嘉新信号場 | 嘉新號誌站   | Jiaxin Signal Station |        | 3.1       | 3.1       |            | 北埔方面からの実質的な分岐点                   | 花蓮県 | 花蓮市 |
| 花蓮港駅   | 花蓮港車站   | Hualien Port Station  |        | 7.4       | 7.4       | 三等       | 旧名は東花蓮港駅 以前は台東線の起点            | 花蓮県 | 花蓮市 |
| 美崙駅     | 美崙車站     | Meilun Station        | 050    | 1.3       | 8.7       | 1982年廃止 | 営業停止 旧名は米崙駅                          | 花蓮県 | 花蓮市 |
| 新村駅     | 新村車站     | Xincun Station        | 049    | 0.6       | 9.3       | 1982年廃止 | 営業停止 旧名は日出駅                          | 花蓮県 | 花蓮市 |
| 民立駅     | 民立車站     | Minli Station         | 048    | 0.4       | 9.7       | 1961年廃止 | 営業停止 旧名は入船駅                          | 花蓮県 | 花蓮市 |
| 花蓮旧駅   | 花蓮舊站     | Hualien Station       | 047    | 1.7       | 11.4      | 1982年廃止 | 営業停止 旧名は花蓮港駅 開業初期の台東線の起点 | 花蓮県 | 花蓮市 |
| 田浦駅     | 田浦車站     | Tienpu Station        | 046    | 2.3       | 13.7      | 1982年廃止 | 営業停止 新線と旧線が交差する地点              | 花蓮県 | 花蓮市 |